# Cerașu
Cerașu là một xã thuộc hạt Prahova, România. Dân số thời điểm năm 2002 là 5189 người.